# Pokolj u Vareš Majdanu
Pokolj u Vareš Majdanu, ratni zločin koji su počinili pripadnici ARBIH nad Hrvatima u Vareš Majdanu.
Nakon napada tzv. A RBIH na područje vareške općine, znatno malobrojnije i izolirane snage HVO-a nisu se mogle dugo odupirati. Manjkalo je ljudstva za obranu, streljiva je bilo nedovoljno i vladala je oskudica u osnovnim životnim potrepštinama. Uz to je vareška općina bila pritisnuta mnoštvom hrvatskih izbjeglica iz Kaknja. Mediji diljem svijeta prešućivali su bošnjačke zločine nad Hrvatima, otvoreno simpatizirali Muslimane i stigmatizirali Hrvate kao negativce. 3. studenoga 1993. vojnici tzv. A RBIH preuzeli su nadzor nad cijelom vareškom općinom i počinili su brojne ratne zločine. Vrlo su se okrutno ponašali prema preostalim nenaoružanim i nezaštićenim civilima koji su ostali u svojim domovima. Ubili su stare i nemoćne, palili im kuće, oskvrnuli crkve, kapelice i groblja te opljačkali sve što je hrvatsko.
5. studenoga 1993. pripadnici 7. muslimanske brigade ARBIH pod vodstvom Halila Brzine, pripadnici tzv. A RBiH iz mjesta Brnjic, Općina Kakanj i pripadnici 329. kakanjske brigade tzv. A RBiH počinili su ratni zločin nad skupinom hrvatskih civila i zarobljenih hrvatskih vojnika u Borovici. Uništili su im domove i gospodarske objekte i selo je gorilo 5., 6. i 7. studenoga. Također je tih dana ARBIH nakon ulaska u Vareš Majdan opljačkala sve hrvatsko i ubili 5 hrvatskih civila. Zbog odsječenosti, fizičke i medijske izoliranosti vareško-kakanjske enklave teško je utvrditi točan nadnevak masovnog ubojstva u Vareš Majdanu. Predstavnici UN u hrvatska sela uspijevali su ući tek nakon što su se muslimanske snage povukle. Potrebno je istražiti i čije su snage unprofora bile u blizini a da nisu pokušale spriječiti ubojstva, palež i pljačku u hrvatskim selima, što nije bila neuobičajena pojava u Srednjoj Bosni.
Postrojbe tzv. ARBIH ubili su ove hrvatske civile: Ferdu Lovrenovića, Jozu Petrovića vatrenim oružjem iz neposredne blizine, Jerka Tezića, Svetislava Jazića i Alojzija Čovića.
Mnogi bošnjački mediji i onda i danas, vjerojatno po nalogu političko-vjerskog vodstva ratnih Muslimana, zatrpavaju svoj narod novim lažima da su Hrvati Vareša sami na sebe izvršili agresiju, sami sebe prognali, poubijali i svoja mjesta od samih sebe očistili, sam sebi sela opustošio i crkve porušio.
Za zločine ubijanja, pljačku i maltretiranje civila preostalih na području pod kontrolom tzv. A RBiH odgovornost snose: 329. kakanjska brigada, 126. visočka brigada, 304. brezanska brigada, Vareški samostalni odred i specijalne postrojbe 3. korpusa tzv. tzv. A RBiH („Frkina četa”, „Crni labudovi”, izvidničko-diverzantska četa 7. muslimanske brigade) u napadu na Vareš pod zapovjedništvom Hašima Spahića i njegovog zamjenika Hrustema Mališevića. U ubijanju i mučenju civila istaknuli su se pripadnici 7. muslimanske brigade pod zapovjedništvom Halila Brzine i njegovog zamjenika Šerifa Patkovića, pripadnici 304. brezanske brigade pod zapovjedništvom Mirsada Begića, Mirsad Salčinović zvani Komuna koji je ubio nekoliko zarobljenih pripadnika HVO-a i Zaim Begić zvani Zajče, zapovjednik jednog posebnog odreda.
Za nehumano ponašanje prema zarobljenim pripadnicima HVO-a odgovornost leži na Zapovjedništvu 16. divizije, smještene u Varešu, odnosno na zapovjedništvu 122. Brigade tzv. A RBiH koju su sačinjavali Enver Hadžiahmetović, Salih Čilaš, i dr.

## Vanjske poveznice
- HIC Vareš
- Kronologija hrvatsko-muslimanskog sukoba  Arhivirana inačica izvorne stranice od 30. prosinca 2008. (Wayback Machine)
- Borovica.net  Arhivirana inačica izvorne stranice od 14. prosinca 2018. (Wayback Machine) 25. listopada 1993. Vareš – Armija BiH etnički očistila cijeli grad